# پروتون پی‌ام
 پروتون پی‌ام (روسی: ОАО «Протон-ПМ») یک تولیدکننده موتور و ماشین‌آلات سنگین در روسیه است. این شرکت در شهر پرم، در ساحل رودخانه کامه واقع شده‌است. این شرکت در سال ۱۹۵۸ به عنوان شاخه تخصصی کارخانه شماره ۱۹ برای تولید موشک RD-214 به‌وجود آمد. در سال‌های بعد، به تولید توربین گاز نیروگاه‌ها پرداخت.